# Hermann Joseph Hiery
Hermann Joseph Hiery (* 17. April 1957 in Saarlouis) ist ein deutscher Historiker, Ostasien- und Pazifikforscher und ehemaliger Professor für Neueste Geschichte an der Universität Bayreuth.

## Leben und Wirken
Hiery wuchs in Waldkraiburg in Oberbayern auf und besuchte in Mühldorf das Gymnasium. 1984 promovierte er bei Hans Fenske an der Albert-Ludwigs-Universität Freiburg zum Dr. phil. und arbeitete in einer akademischen Buchhandlung. Von 1985 bis 1987 lehrte er an einer katholischen Universität (Divine Word University) in Madang, Papua-Neuguinea. Seitdem hat er sich besonders mit der deutschen Kolonialzeit in der Südsee beschäftigt. Er habilitierte sich 1993 an der Albert-Ludwigs-Universität Freiburg mit seinem 1995 veröffentlichten Werk über Das deutsche Reich in der Südsee.
Von 1991 bis 1996 war er Wissenschaftlicher Mitarbeiter am Deutschen Historischen Institut in London. Seit 1996 ist er Ordinarius für Neueste Geschichte an der Universität Bayreuth mit dem Forschungsgebiet „Deutsche Kolonialgeschichte“.
Als Historiker und Pazifikforscher führten ihn zahlreiche, z. T. mehrjährige Lehr- und Forschungsaufenthalte nach Madang (Papua-Neuguinea), Samoa, Fidschi, Australien und Neuseeland. Er ist Autor etlicher Bücher zur deutschen Kolonialgeschichte und Herausgeber des Jahrbuch für Europäische Überseegeschichte.
Hiery war bis 2015 Vorsitzender der Gesellschaft für Überseegeschichte e. V. (GÜSG), ist Mitglied der Academia Europaea (2010), Vertrauensdozent und Mitglied (Kurator) des Auswahlausschusses für Stipendiaten der Friedrich-Naumann-Stiftung für die Freiheit und war ab 2005 langjähriges Kuratoriumsmitglied der Wolf-Erich-Kellner-Gedächtnisstiftung. Er ist Autor beim "Rotary Magazin".

### Politisches Engagement
Während seines Studiums war Hiery als Mitbegründer der liberalen Hochschulgruppe aktiv.
Als FDP-Politiker engagierte er sich in einer Bürgerinitiative für die Wiederaufnahme des Bahnverkehrs auf der Strecke Bayreuth–Weidenberg. Im Jahr 2009 gründete er den FDP-Ortsverband Fichtelgebirge, dessen Vorsitzender er ist. Zum Verband gehören die Gemeinden des Fichtelgebirges sowie Bindlach, Goldkronach, Speichersdorf und Weidenberg. 2014 war er Kandidat der FDP bei der Landratswahl des Landkreises Bayreuth und erreichte einen Stimmenanteil von 5,7 Prozent. Im Januar 2016 kritisierte er die Flüchtlingspolitik der Bundesregierung. Als Einziger stimmte er diesbezüglich in einer Kreistagssitzung gegen die Einrichtung eines Runden Tisches im Landkreis und plädierte für einen Rücktritt der Bundeskanzlerin, die er als „beratungsresistent“ bezeichnete.
Hiery kandidiert erneut bei der Landratswahl 2020. Er spricht sich u. a. für die Einsetzung eines Ombudsmanns und die Umstellung der Bahn nach Weidenberg auf Brennstoffzellenbetrieb aus. Auf die Frage nach seinen Visionen für den Landkreis antwortete er: „Wer Visionen hat, sollte zum Psychiater gehen“. In Bezug auf den Klimawandel erklärte er, dass dieser nicht mehr zu verhindern sei. Deshalb müsse man zum Umgang mit seinen Folgen pragmatische Ansätze finden. Für Maßnahmen zum Klimaschutz sei es bereits zu spät.

## Privates
Hiery ist verheiratet und hat vier Kinder. Seit 1996 lebt er mit seiner Frau in einem Dorf bei Weidenberg.

## Veröffentlichungen
- Reichstagswahlen im Reichsland. Ein Beitrag zur Landesgeschichte von Elsass-Lothringen und zur Wahlgeschichte des Deutschen Reiches 1871–1918 (zugl. Dissertation, Universität Freiburg (Breisgau), 1984). Droste Verlag, Düsseldorf 1985, ISBN 3-7700-5132-7.
- Das Deutsche Reich in der Südsee (1900–1921). Eine Annäherung an die Erfahrungen verschiedener Kulturen (zugl. Habilitationsschrift, Universität Freiburg (Breisgau), 1993). Vandenhoeck & Ruprecht, Göttingen 1995, ISBN 3-525-36322-2.
- The neglected war. The German South Pacific and the Influence of World War I. University of Hawai'i Press, Honolulu 1995, ISBN 0-8248-1668-4.
- Alltagsleben und Kulturaustausch. Deutsche und Chinesen in Tsingtau 1897–1914. Edition Minerva, Wolfratshausen 1999, ISBN 3-932353-31-5 (auch in chinesischer Sprache erschienen).
- Der Zeitgeist und die Historie. J. H. Röll Verlag, Dettelbach 2001, ISBN 3-89754-184-X.
- Die deutsche Südsee 1884–1914. Ein Handbuch, Verlag Ferdinand Schöningh, Paderborn 2001, 2., durchgesehene und verbesserte Aufl. 2002, ISBN 3-506-73912-3.[17]
- Bilder aus der deutschen Südsee: Fotografien 1884–1921, Verlag Ferdinand Schöningh, Paderborn 2004, ISBN 978-3-506-70112-1.
- Fa’a Siamani: Germany in Micronesia, New Guinea and Samoa 1884–1914, Harrassowitz Verlag, Wiesbaden 2020, ISBN 978-3-447-11492-9.
- Deutschland als Kaiserreich. Der Staat Bismarcks – ein Überblick, S. Marix Verlag, Wiesbaden 2021, ISBN 978-3-7374-1167-7.

als Mitautor
- mit John M. MacKenzie: European Impact and Pacific Influence. British and German Colonial Policy in the Pacific Islands and the Indigenous Response. I.B. Tauris, London 1997, ISBN 1-86064-059-1.
- mit Franz Bosbach: Imperium, Empire, Reich. Ein Konzept politischer Herrschaft im deutsch-britischen Vergleich. K. G. Saur Verlag, München 1999, ISBN 3-598-21416-2.
- mit Frank Spörrer: Creussen. Geschichte einer oberfränkischen Stadt (1800–2000). Stadt Creußen, Creußen 2003, ISBN 3-926621-26-5.
- mit Arthur Knoll: The German Colonial Experience. Select Documents on German Rule in Africa, China, and the Pacific 1884–1914. University Press of America Lanham, Boulder, New York, 2010.

als (Mit)-Herausgeber
- Lexikon zur Überseegeschichte. Franz Steiner Verlag, Stuttgart 2015, ISBN 978-3-515-10000-7.
- mit Horst Gründer: Die Deutschen und ihre Kolonien. Ein Überblick. Bebra-Verlag, Berlin 2017, ISBN 978-3-89809-137-4.
- Karl Hesse: Vom Sauerland in die Südsee. Als Priester und Bischof in Papua-Neuguinea. Erinnerungen und Gespräche. Harrassowitz Verlag, Wiesbaden 2019, ISBN 978-3-447-11308-3.